# Tung-tching-chu
Tung-tching-chu (čínsky pchin-jinem 'Dongting Hu', znaky 洞庭湖) je jezero v Číně v provincii Chu-nan v povodí Jang-c’-ťiang. Leží v bažinaté rovině a má nízké břehy.

## Vodní režim
Ústí do něj řeky Siang-ťiang, C’-ťiang, Li-šuej, Jüan-ťiang a Mi-luo-ťiang. Jezero je pěti rameny spojeno s řekou Jang-c’-ťiang, pro kterou slouží jako regulátor množství vody. Přijímá v období velké vody (květen až září) 40 % až 60 % jejího toku. Úroveň jezera se zvedá v létě o 15 m a jeho rozloha vzrůstá ze 4000 až 5000 km² na 10 000 až 12 000 km² a způsobuje povodně. V zimě odtéká voda z jezera do Jang-c’-ťiang, jezero se stává mělkým a objevuje se na něm spousta ostrovů.

## Využití
Na jezeře je rozvinuté rybářství a vodní doprava.